# Pietro Grimani

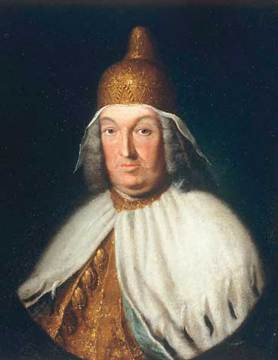
Bartolomeo Nazari: Pietro Grimani, Öl auf Leinwand, 82 mal 66 cm

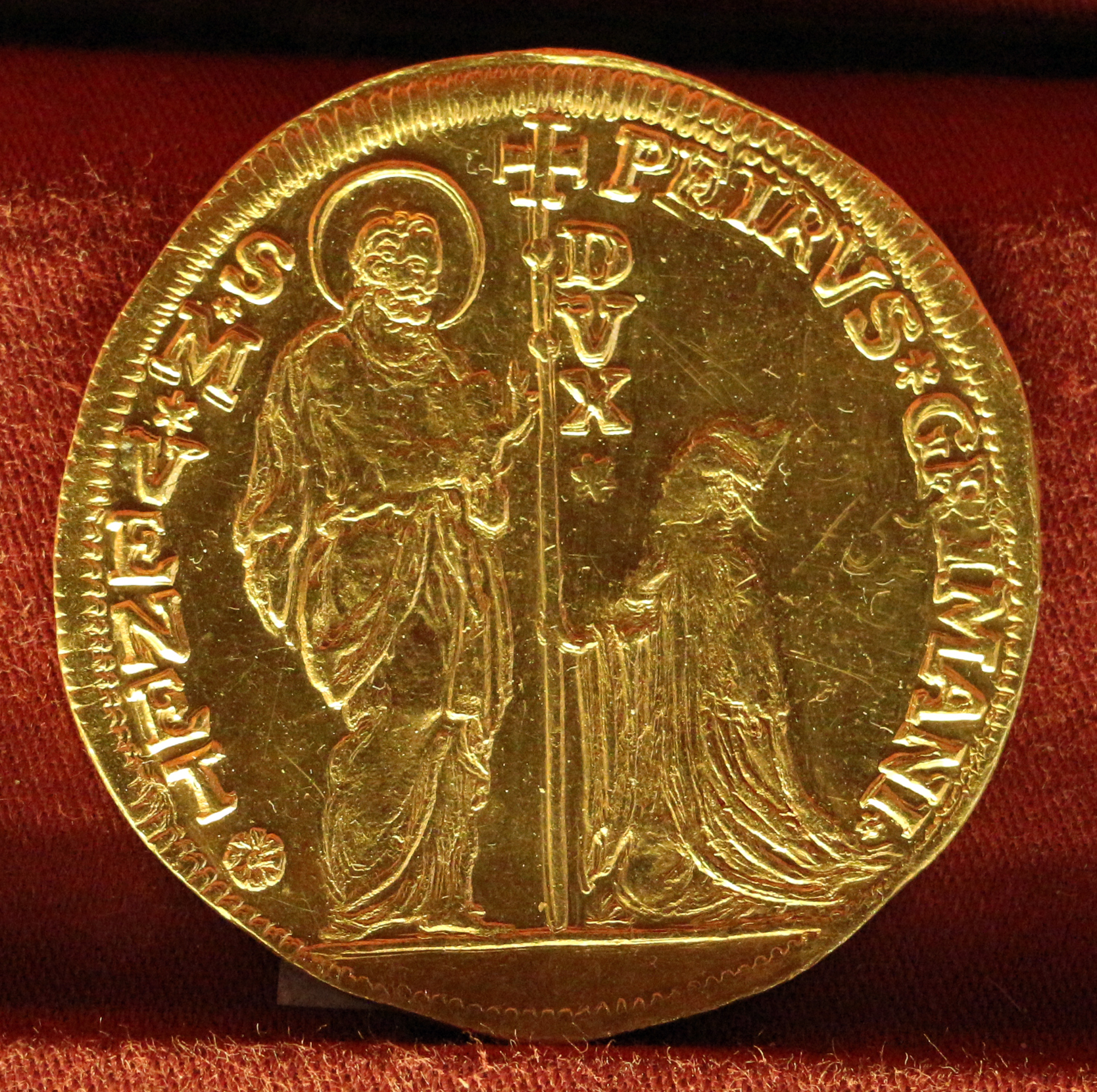
Unter Grimani geprägte Goldmünze mit dem traditionellen Motiv des knienden Dogen vor dem Evangelisten Markus, dem Schutzheiligen Venedigs

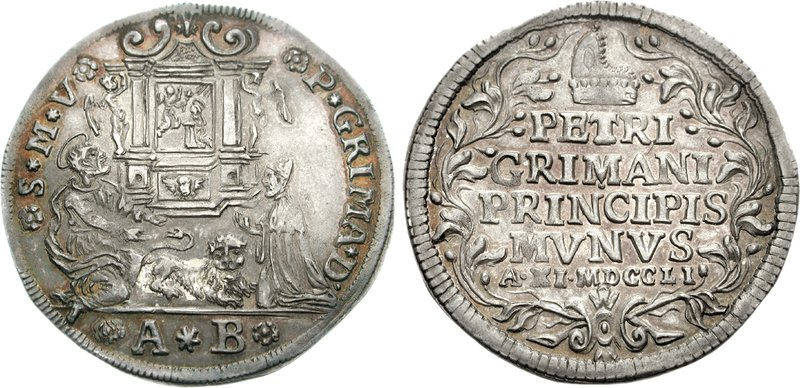
1751 geprägte Osella

Pietro Grimani (* 5. Oktober 1677 in Venedig; † 7. März 1752 ebenda) war, folgt man der staatlich gesteuerten Geschichtsschreibung der Republik Venedig, ihr 115. Doge. Er regierte von seiner Wahl am 30. Juni 1741 bis zu seinem Tod mehr als ein Jahrzehnt lang.
Grimani stieg weniger durch seine zahlreichen Magistraturen, die er in Venedig ab 1703, bzw. 1707 übernahm, als vielmehr durch seine zehnjährige Tätigkeit als Botschafter auf. In diesem Amt verhandelte er von 1710 bis 1714 in London, danach bis 1720 in Wien, wobei er für das politisch neutrale Venedig Vorteile erlangte. So gelang auch die Verteidigung Korfus. Nicht verhindern konnte er jedoch den Verlust der Peloponnes an die Osmanen und den Verlust des Handelsmonopols in der Adria an Österreich, genauer an dessen Freihafen Triest. Ab 1720 saß Grimani fast permanent in den obersten Ratsgremien, führte daneben aber auch zahlreiche Ämter im Rahmen der Republik. Er war selbst hochgebildet, interessierte sich für eine Reihe von Wissenschaften und die technologischen Entwicklungen seiner Epoche, förderte entsprechend die Lehre an der Universität Padua und auch die Ausbildung und Bildung in Venedig selbst unterstützte er nach Kräften. Dort entstand etwa die Accademia di disegno, pittura e scultura, aber auch eine Nautikschule. Darüber hinaus förderte er den 1744 einsetzenden und sich bis 1782 hinziehenden Bau der Sicherungsanlagen gegen die Adria, der Murazzi.

## Familie
Die Grimani waren eine der 16 neuen Familien, der case nuove, des Patriziats von Venedig. Sie gehörten zu den angesehensten Familien der Stadt. Mehrere Mitglieder der Familie waren in Staatsämtern tätig oder bekleideten hohe Ämter in der katholischen Kirche. Die Familie stellte insgesamt drei Dogen, außer Pietro die Dogen Marino Grimani (1595–1605) und Antonio Grimani (1434–1523). Der Name Grimani ist in Venedig mit zahlreichen Kunst- und Büchersammlungen sowie Stiftungen verbunden.
Pietro Grimani war der zweite von fünf Söhnen des Pietro di Marcantonio, der der einzige Sohn und somit Alleinerbe des Vermögens der Grimani-Familie war, und dessen Frau Caterina Morosini di Domenico di Giovanni. Sie entstammte dem Familienzweig (ramo) der Morosini von Santa Maria Zobenigo (auch del Giglio). Die Familie war so vermögend, dass sie den Beinamen dall'albero d'oro erhielt, vom goldenen Baum.
Der älteste Sohn, Marcantonio, wurde für die Heiratspolitik der Familie eingesetzt, während Pietro Grimani zum Studium an das Jesuitenkolleg S. Francesco Saverio in Bologna zur Ausbildung geschickt wurde. Er war für eine Ämterlaufbahn vorgesehen, heiratete nie.

## Leben
Pietro Grimani erhielt eine gründliche humanistische Ausbildung, interessierte sich für Naturwissenschaften, besonders für Astronomie. Er betätigte sich als Poet und als Prosaautor und stand in regem Briefkontakt mit Literaten und Wissenschaftlern seiner Zeit. In seinem Palast trug er eine umfangreiche Bibliothek zusammen, die jedoch nach seinem Tod zerstreut wurde.

### Ämterlaufbahn (ab 1703, 1707)
Wie gewöhnlich im Alter von etwa 25 Jahren begann sein cursus honorum. Am 21. Januar 1703 wurde er zum Savio agli Ordini gewählt. Diese Funktion übte er bis März aus, dann erneut im üblichen Halbjahr, also von September 1704 bis März 1705. Allerdings behinderten die Gesetze Venedigs seinen schnellen Aufstieg, denn diese untersagten die gleichzeitige Anwesenheit mehrerer Angehöriger einer und derselben Familie in einem der bedeutenden Ratsgremien. Dies betraf Pietro Grimani deshalb, weil mit seinem Vater und einem Francesco di Antonio, aus dem ramo, dem Familienzweig San Boldo, der in dieser Zeit häufig in den Gremien des Rates saß, diese Plätze bereits besetzt waren. Sein weiterer Weg ist unklar, was damit zusammenhängt, dass in den Quellen durch die Häufung bestimmter Vornamen in den jeweiligen Familien eine hohe Verwechslungsgefahr besteht. Als Savio di Terraferma erscheint Pietro Grimani jedenfalls im zweiten Amtshalbjahr der Jahre 1707 und 1708, er war also für die oberitalienischen Gebiete zuständig, die Venedig kontrollierte.

#### Botschafter in London (1710–1714)
Am 23. Januar 1710 erschien er plötzlich auf dem internationalen diplomatischen Parkett, nämlich als Botschafter am englischen Hof. Im Spanischen Erbfolgekrieg, der Europa bereits seit fast einem Jahrzehnt in Atem hielt, war Venedig neutral. Außerdem hatten in Holland bereits seit Monaten Friedensverhandlungen begonnen. Da England die Politik des internationalen Gleichgewichts vertrat, die Venedig seit langem zur Grundlage seines politischen Handelns erhoben hatte, bestand eine gewisse Übereinstimmung der Interessen, zumal eine gemeinsame Tradition von Handels- und Seeinteressen existierte. Grimani brach im Juli 1710 in Begleitung seines Bruders Lorenzo auf, am 8. Oktober kamen die Brüder in London an. In seinen dispacci, seinen Depeschen, erweist er seine Bewunderung für die Politik Londons, die darauf abzielte, den Krieg zu nutzen, um die Handelsinteressen seiner bürgerlichen Gruppen zu fördern. Grimani, der wissensdurstig und aufgeschlossen war, nahm Kontakt zu Männern mit technologischen und agrarwissenschaftlichen Kenntnissen und Fertigkeiten auf.
Schon sein Vater, der im Gebiet von Vicenza Bergbauinteressen verfolgte, hatte sich zuvor – als Riformatore dello Studio di Padova, also als Verantwortlicher für die Universität Padua – für Michelangelo Fardella ausgesprochen, der den Lehrstuhl für Astronomie und Meteorologie innehatte, und er hatte durch seinen wohlwollenden Bericht dazu beigetragen, Nikolaus I Bernoulli die Mathematik zu übertragen. Diese Wissenschaften, insbesondere Chemie, Physik und Astronomie, gehörten also auch zu Pietro Grimanis Interessen, und 1712 wurde er auf Anregung von Isaac Newton als Fellow in die Royal Society aufgenommen. Pietro Grimani besuchte Werkstätten und Werften und nutzte den Auftrag des Senats vom 8. Januar 1711, um Techniker und Navigationsexperten zu finden, die bereit waren, für die geplante Gründung einer Schule für Nautik nach Venedig zu ziehen. Zwar blieb Venedig nur Zuschauer bei den internationalen Konflikten, doch hatte Grimani inzwischen ein so dichtes Netz von Kontakten aufgebaut, dass es ihm gelang, Venedig in den englisch-französischen Handelsvertrag aufnehmen zu lassen. Am 9. März 1713 wurde Grimani zum Botschafter in Wien gewählt, am sehr viel konservativeren Hof Karls VI., an dem eher Prestige und Ehre im Vordergrund standen, als im pragmatischen und aufgeklärteren London, das er am 23. Juni 1714 verließ. Sein Nachfolger in London, Nicolò Tron, brachte von dort eine Dampfmaschine mit, eine Newcomen-Savery, benannt nach Thomas Newcomen und Thomas Savery.

#### Botschafter in Wien (1714–1720), Schwerin
Über Holland und Deutschland sowie Trient, wo sein Bruder Lorenzo zu ihm stieß, und von wo er seine erste Botschaft an die österreichische Gesandtschaft abschickte, erreichte er Wien. Dort blieb er bis 1720. Ende September 1714 befand er sich am kaiserlichen Hof in Schwerin, um die Nachfolge seines erkrankten Amtsvorgängers Vettor Zane anzutreten. Von dort verwendete er sich, unter Hinweis auf die hohen Kosten, die ihm seine mehrjährige Tätigkeit als Botschafter verursachte, für seinen Bruder Giorgio, der in der Flotte Dienst tat. Im Dezember 1714 stand Venedig wieder im Krieg mit den Osmanen, denen die Eroberung der Morea (Peloponnes) gelang. Grimani versuchte die Habsburger dazu zu veranlassen, gleichfalls gegen Konstantinopel zu den Waffen zu greifen, wie es ja schon im Bündnis von 1684 geschehen war. Um eine Neuauflage dieser Liga zu erreichen, reisten im März 1715 zwei Sondergesandte an, nämlich Michele Morosini und Vettor Zane, doch letzterer, bereits todkrank, wurde am 13. April 1716 durch Grimani ersetzt. Diesem gelang es nicht nur, einen entsprechenden Vertragsabschluss zu erreichen, sondern auch Matthias Johann von der Schulenburg für die venezianische Sache zu gewinnen. Diesem wiederum gelang es im August 1716, die Eroberung Korfus durch die Osmanen zu verhindern. Am 25. Mai 1715 wurde Grimani von den Staatsinquisitoren für seine Erfolge öffentlich belobigt.
Doch kaum waren die Osmanen aus der Adria verdrängt, da begann der Kaiser eine eigene Handelspolitik in dem von Venedig beanspruchten Handelsraum. So wurde 1719 Triest, die österreichische Stadt an der Adria, zum Freihafen, der sich schnell zu einer bedrohlichen Konkurrenz für Venedig entwickelte. So musste Grimani die Dauer seiner Anwesenheit in Wien verlängern. Es folgten komplizierte Verhandlungen, in denen er vom venezianischen Bevollmächtigten in Passarowitz, Carlo Ruzzini, unterstützt wurde. Auf der österreichischen Seite standen Graf Rocco Stella und Kanzler Sinzendorf. Grimanis letzte Depesche aus Wien datiert vom 3. Februar 1720. Bereits am 26. November war er zum Botschafter in Rom gewählt worden, doch wäre dies eine Überforderung gewesen. Stattdessen wurde er am 29. August 1719 zum Prokurator von San Marco de supra erhoben, dem zweiten Staatsamt nach dem Dogen, und von allen auswärtigen Verpflichtungen auf Dauer befreit.

#### Im inneren Kreis:Savio del Consiglio(1720–1741), Magistraturen
Grimani war nunmehr ständig einer der Savi del Consiglio, jeweils für das Halbjahr April–September. In diesem Amt saß er fortan ununterbrochen, und zwar bis zu seiner Wahl zum Dogen im Jahr 1741. Daneben übernahm er eine große Zahl an Magistraturen in den Zeiten, in denen er nicht im Collegio saß. So wurde er einer der Deputati al commercio am 12. Oktober 1720, dann 6. November 1721, am 4. Januar 1727, dann wieder am 15. Januar 1729. Daneben agierte er als Savio alla Mercanzia (oder wurde diesen Savi beigeordnet), nämlich jeweils im Dezember, genauer am 14. der Jahre 1726, am 11. des Jahres 1728 und wieder am 12. Dezember 1739. Ähnliches galt für seine Stellung an der Provvision del danaro, in die er am 8. Oktober 1722, dann am 7. Oktober 1724, und danach immer wieder in den Jahren 1727 bis 1739 gewählt wurde. Da ihm ständig neue Aufgaben übertragen wurden, hatte er selten Gelegenheit, das jeweils zuvor übertragene Amt bis zum Ende der vorgesehenen Amtszeit auszufüllen. So wurde er den Provveditori alla Sanità am 5. Oktober 1720 zugeordnet, dann am 7. Oktober 1723 selbst zum Provveditore in diesem Sektor gewählt. Am 15. November 1725 wurde er Provveditore sopra Monasteri, beaufsichtigte also in der Hauptsache die Frauenklöster Venedigs, am 7. Januar 1736 wurde er zum Sopraintendente alla compilazione dei sommari delle Leggi gewählt – der Versuch, die gewaltige Gesetzgebung der Vergangenheit übersichtlich zu gestalten –, am 1. Februar 1737 Savio all'Eresia (Bekämpfung der Häresien), Correttore della promissione ducale am 24. Juni 1741. Das letztere Amt, die Überarbeitung des dogalen Amtseides, war in der Vergangenheit immer wieder die Voraussetzung gewesen, das höchste Amt der Republik zu erklimmen.

#### Rolle in der Kultur- und Wissenschaftspolitik, Verantwortlicher für die Universität Padua (ab 1720)

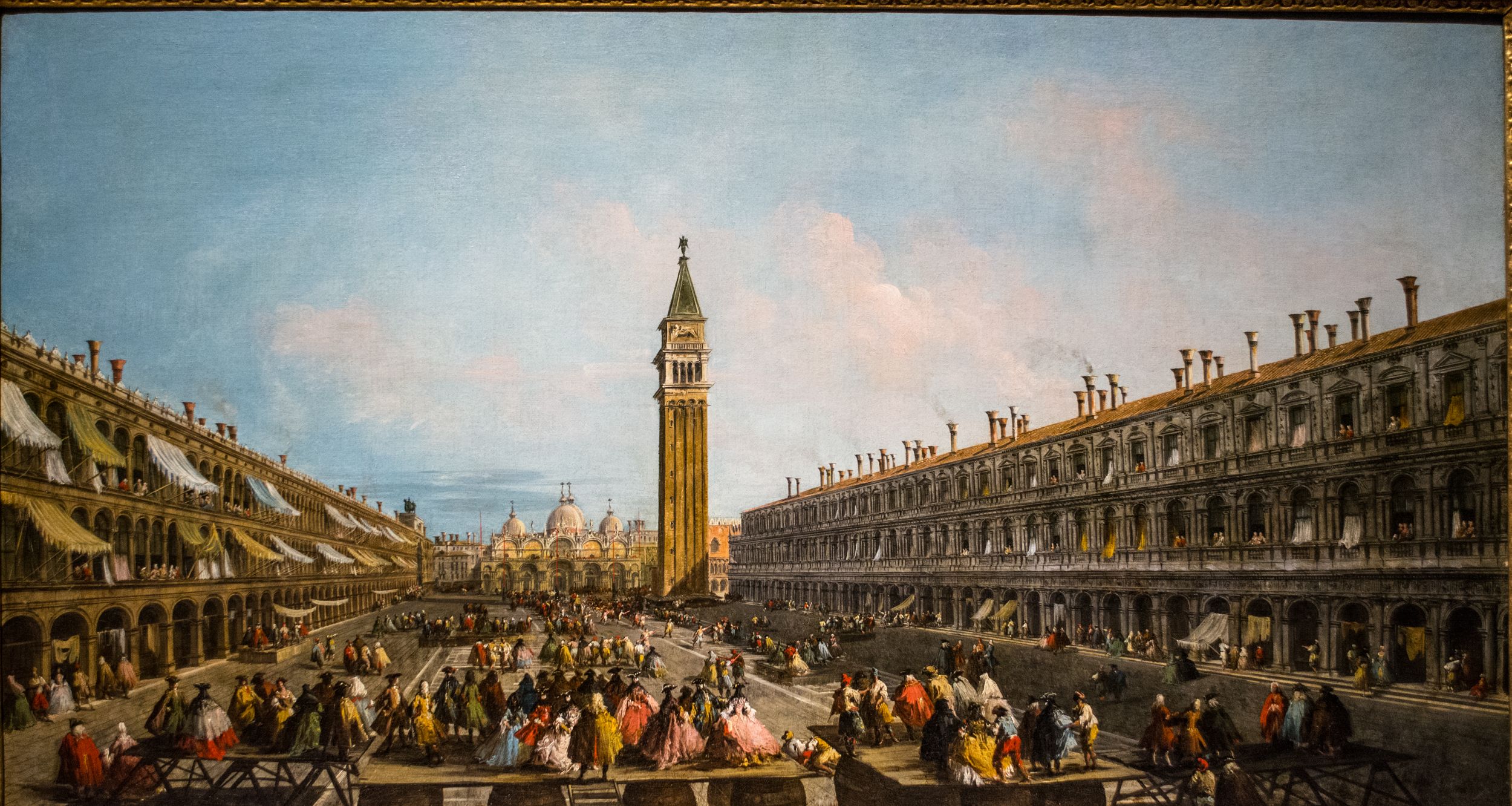
Michele Marieschi: Der Doge Pietro Grimani nach seiner Wahl, 1741, 56 mal 112 cm, 2013 von der Galerie G. Sarti in Paris erworben

Besonders wichtig war seine Erhebung zum Riformatore dello Studio di Padova, nämlich am 7. Mai 1720, dann wieder am 20. Mai 1724, am 26. Mai 1728, erneut am 12. Juli 1732, schließlich am 9. August 1736 und am 1. September 1740. Diese Stellung führte er jeweils zwei Jahre lang, was ihm ein enormes Gewicht in der Wissenschafts- und Kulturpolitik Venedigs über mehr als zwei Jahrzehnte verlieh. Außerdem sorgte er dafür, dass – wie er es in Wien gesehen hatte – die ersten Straßenbeleuchtungen durchgesetzt wurden. Am 6. August 1720 setzte er für die Elementarschule der Sestieri didaktische Programme gedruckt wurden, er kümmerte sich um die Neuordnung der Universitätsbibliothek. Dort konnte er vom 23. September 1721 bis zum 10. Februar 1730 auf die Fachkompetenz von Guglielmo de Camposampiero bauen.
Mit seinem Kollegen Giovan Francesco Morosini trug er zudem zur Neuordnung der Verlagsgesetzgebung bei (25. Januar 1726), indem er das Amt des Druckereiaufsehers wieder einführte, das am 5. Juni 1730 Giovan Francesco Pivati übertragen wurde. Das Verlagswesen war für die venezianische Wirtschaft von erheblicher Bedeutung, doch verband ihn damit auch ein kulturelles Interesse. Er besaß eine der besten Bibliotheken der Stadt, firmierte im Rahmen der Accademia letteraria dell’Arcadia unter dem Namen „Armiro Elettreo“ und schützte den Dichter und Gondoliere Antonio Bianchi.
Als Riformatore trug Grimani 1732 zur Förderung des Chemieunterrichts in Padua bei, der Bartolomeo Lavagnoli anvertraut wurde; 1737 reformierte er die Promotionsordnung des Kollegs für Chirurgie. Dabei war es immer noch nicht ohne Risiko, die Hand über Männer, wie den Astronomen und Mathematiker Giovanni Poleni zu halten.

### Das Dogenamt

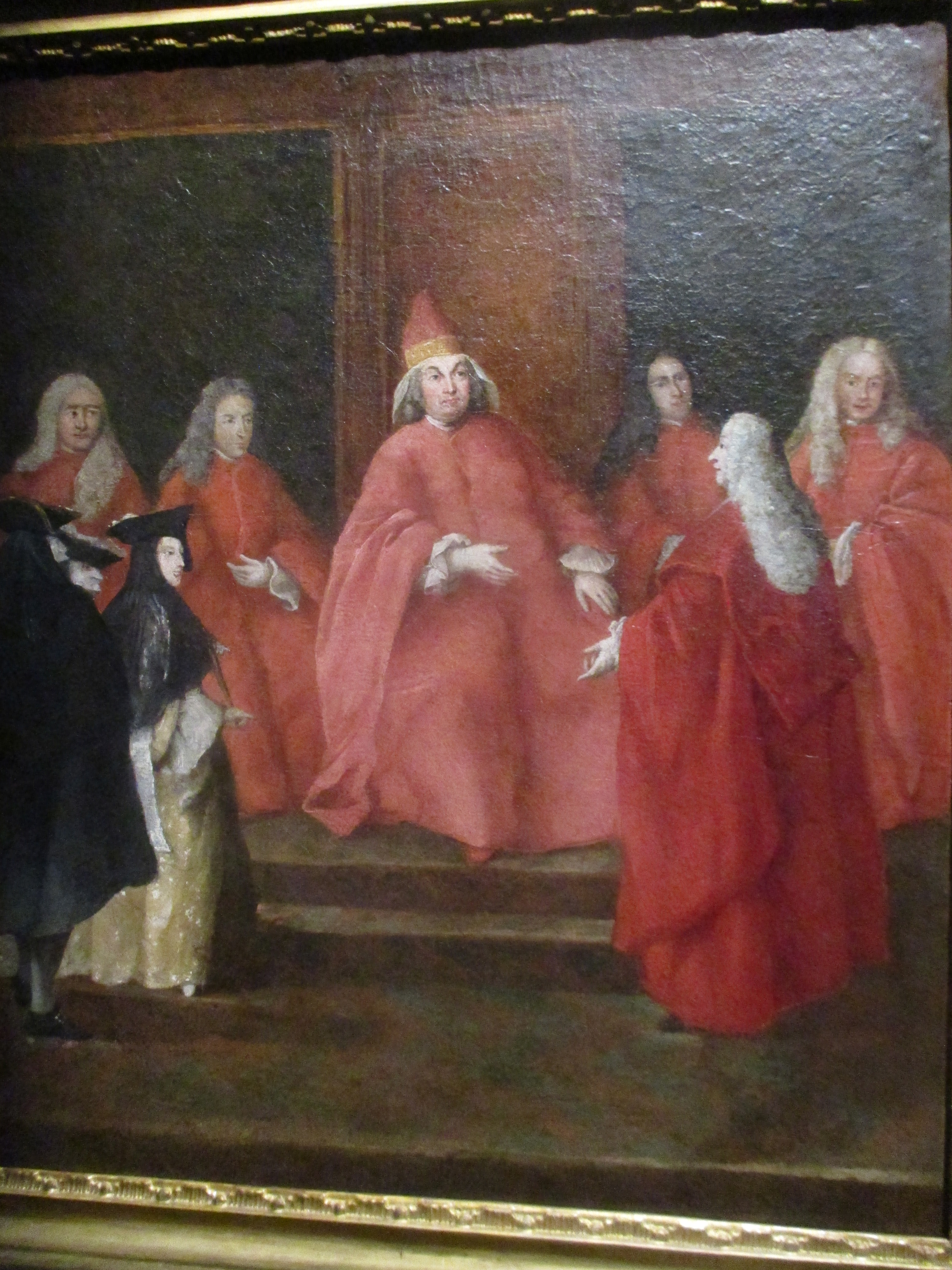
Pietro Longhi: Der Doge Pietro Grimani empfängt im Beisein von vier Räten einen Senator, der ihm zwei Männer und eine Frau präsentiert, mit Bauta maskiert, Öl auf Leinwand, Museo Correr

Grimani konnte sich bei der Dogenwahl im ersten Wahlgang gegen seine Konkurrenten, die Prokuratoren Barbon Morosini und Niccolò Venier durchsetzen. Seine Wahl wurde mit wenig Begeisterung aufgenommen, hatte er sich doch als Prokurator eher knausrig als großzügig erwiesen, wie es von einem Mann in dieser Position erwartet wurde. Dabei hatte er, nach englischen Vorstellungen, seinen Besitz rationalisiert und war ein Feind der sonst üblichen Verschwendung.
Zudem stand sein Regierungsantritt unter einem schlechten Stern: Beim Kampf um das Silbergeld, das die neuen Dogen nach der Inthronisation unters Volk warfen, kamen drei Arsenalarbeiter ums Leben, am dritten Tag der Krönungsfeierlichkeiten löschte ein Sturm alle Lichter im Ballsaal des Dogenpalastes und am gleichen Tag wurden zwei Wappen der Grimani von Feuerwerkskörpern zerstört. Das Volk deutete dies alles als Vorzeichen einer Herrschaft von Krieg und Zerstörung.

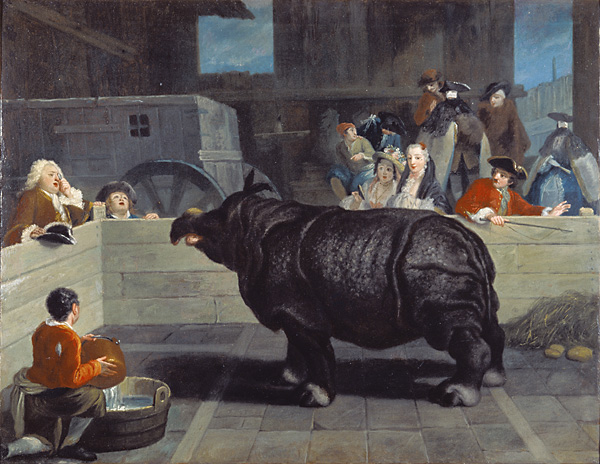
Unbekannter Maler aus dem Kreis von Pietro Longhi: Rhinozeros in Venedig, 1751. Das Gemälde zeigt im Hintergrund den Reisewagen, in dem das zu dieser Zeit 13-jährige indische Panzernashorn namens Clara transportiert wurde. Das Tier wurde an vielen Orten Europas, darunter in Venedig, zur Unterhaltung des Publikums vorgeführt. Öl auf Leinwand, 55 × 72 cm; Collezione Banca Intesa, Vicenza

Wider Erwarten erfreute sich Venedig jedoch einer Friedenszeit, in der sich sogar die Wirtschaft wieder erholen konnte.
Dank Venedigs Neutralitätspolitik konnten die Handelsgeschäfte weiterhin abgewickelt werden, es konnten sogar neue Kunden unter den zerstrittenen Parteien gewonnen werden. Die vermögenden Venezianer genossen wie gewohnt Bälle und Festlichkeiten und die Aufführungen in den vielen Theatern, in denen die neuen Komödien und Opern von Carlo Goldoni, Carlo Gozzi, Baldassare Galuppi oder Giovanni Battista Pescetti aufgeführt wurden.
1750 wurde mit seiner Unterstützung eine Kunstakademie eröffnet, die Accademia di disegno, pittura e scultura, der auch ein Zweig für Architektur angegliedert war, und die Tiepolo zu ihren Direktoren zählte. Die Leitung übernahm Giovan Battista Piazzetta. Zudem wurden die Fußböden der Prokuratien am Markusplatz neu gestaltet, Steinlagen, die noch heute existieren.
Nicht verhindern konnte der Doge die Aufhebung des Patriarchats Aquileia, die von Papst Benedikt XIV. am 6. Juli 1751 sanktioniert wurde. Immerhin konnte er in Verhandlungen mit Rom die seit jeher unsicheren Grenzen mit dem Kirchenstaat im Bereich der Pomündung festlegen. Auch förderte er die Befestigung der Flutsicherung entlang der Lidi ab 1744, die die Lagune von Venedig vor der Adria schützen sollten, die sogenannten Murazzi. Deren gewaltiger Bau wurde Bernardino Zendrini übertragen, die Fertigstellung erfolgte erst 1782.
Grimani starb am 7. März 1752 nach kurzer Krankheit. Vom Zeitpunkt seiner Wahl bis zu seinem Tod begleiteten den Dichter-Dogen die spitzzüngigen Pasquillen seiner Venezianer.

## Grabmal, Porträt im Dogenpalast
Die Trauerrede in San Zanipolo hielt der Kanoniker Bartolomeo Schiantarello. Grimani wurde – in der für Privatleute üblichen Form – vor dem Hauptaltar der Kirche Madonna dell’Orto in einem Familiengrab bestattet. Eine kleine Marmortafel mit seinem Wappen erinnert an den Dogen. Auch wurde er in Drucken und Gemälden porträtiert.
In der Sala dello Scrutinio im Dogenpalast schuf der Maler Francesco Salvatore Fontebasso ein Porträt des Dogen.